# Eumenodora encrypta
Eumenodora encrypta är en fjärilsart som beskrevs av Edward Meyrick 1906. Eumenodora encrypta ingår i släktet Eumenodora och familjen fransmalar. Inga underarter finns listade i Catalogue of Life.